# Blériot 290
Il Blériot 290, citato anche come Blériot Bl-290, fu un aereo anfibio da turismo, monomotore in configurazione spingente e sesquiplano, sviluppato dall'azienda aeronautica francese Blériot Aéronautique nei primi anni trenta e rimasto allo stadio di prototipo.
Progettato dall'italiano Filippo Zappata, era destinato al mercato dell'aviazione generale, di quella commerciale leggera e di quella militare ma, benché riuscì a suscitare qualche interesse da parte della Marine nationale, non fu mai avviato alla produzione in serie.

## Storia del progetto
All'inizio del 1931 l'ingegner Zappata, che da qualche anno si era trasferito in Francia dalla CRDA per dirigere l'ufficio tecnico della Blériot, avviò lo sviluppo di un nuovo modello di aereo anfibio destinato al mercato dell'aviazione civile. Il nuovo velivolo, realizzato in tecnica mista, era caratterizzato da una configurazione a scafo centrale abbinato ad una velatura sesquiplana, ovvero con due piani alari dei quali quello inferiore dall'apertura fortemente ridotta rispetto al superiore, e mosso da un motore aeronautico montato in configurazione spingente. Lo scafo, realizzato in legno, incorporava la cabina di pilotaggio monoposto e lo spazio per i due passeggeri in una struttura completamente chiusa ma allo stesso tempo molto luminosa.
Il prototipo venne portato in volo per la prima volta a Suresnes, nell'ottobre 1931, dalla superficie della Senna, manifestando però problemi nella fase di decollo, cosa che costrinse Zappata a rivedere il disegno della chiglia, modificando l'originale ad un gradino adottando una soluzione a due gradini ed aggiungendo una compensazione al timone di direzione.
I collaudi da terra iniziarono nel marzo 1932 a Villacoublay e, ritenuto pronto per la commercializzazione, il modello venne presentato al pubblico quello stesso anno in occasione del 13º Salone internazionale dell'aeronautica di Le Bourget.
Le prove di volo ripresero l'anno successivo, ai comandi di Quatremare, dall'agosto 1934 e proseguirono fino all'inizio del 1935, quando Massotte lo consegnò all'ingegner Cambois, ingegnere capo e direttore della sezione aerei del Centre d'Essais de Matériels Aériens (CEMA), quindi affidato alle valutazioni del tenente Polart. In grado di esprimere prestazioni discrete, considerate comunque sufficienti, attirò per qualche tempo l'attenzione della Marine nationale, la marina militare francese, che era alla ricerca di un velivolo del genere per la propria componente aerea, la Aéronautique navale, tuttavia ad un approfondimento venne giudicato sottopotenziato e in grado di trasportare un carico utile inferiore alle aspettative. Al termine delle valutazioni militari venne quindi accantonato ed infine radiato nell'aprile 1937.

### Pubblicazioni
- Blériot 290, in Aerei da guerra, Ginevra - Novara, Edito Service S.A. - Istituto Geografico De Agostini, 1993.